# Grupo Ralons
Grupo Ralons fue un grupo español propiedad del empresario canario Miguel Ángel Ramírez con su sede principal en Las Palmas de Gran Canaria. 
Es un grupo que estuvo muy diversificado que está presente en servicios diversos, como la gestión y mantenimiento de centros deportivos, la limpieza, las escuelas infantiles, la salud, la formación o el medio ambiente. Su titular e impulsor desde sus orígenes es Miguel Ángel Ramírez Alonso, conocido también por ser el presidente de la Unión Deportiva Las Palmas.
Ralons, con todas sus divisiones de negocio, se encuentra en las primeras posiciones en la provincia de Las Palmas en base al número de empleados. El grupo cuenta en la actualidad con unos 25 trabajadores. 
Ya en 2011, se convierte en la segunda entidad concesionaria con más servicios de la ciudad de Las Palmas de Gran Canaria.
El grupo tuvo delegaciones en todas las Islas Canarias y en Miami.

## Historia
En 2010, el Ayuntamiento de Las Palmas cede la gestión de las escuelas infantiles del municipio a Ralons Servicios. Posteriormente las escuelas son gestionadas por Ralons Schools.
En 2011, Ralons Servicios resulta adjudicataria del contrato del servicio de Limpieza y actividades complementarias en los centros educativos y socioculturales municipales. El mismo año, se otorga a Ralons Salud la gestión de la ayuda a domicilio en Las Palmas de Gran Canaria. En octubre del mismo año, Ralons Servicios es adjudicataria del servicio de vigilancia del  Patrimonio Nacional, junto con Seguridad Integral Canaria, aunque esta empresa ya no forma parte del Grupo Ralons.
En 2012, se confirma la adjudicación definitiva a la Unión Temporal de Empresas formada por Ralons y FCC del contrato para el cuidado de los parques y jardines de Las Palmas de Gran Canaria. El mismo año la Universidad de Las Palmas de Gran Canaria adjudica a Ralons Servicios el concurso público para la construcción y gestión de una nueva residencia universitaria en San Cristóbal por un periodo de 35 años.
El 26.05.2020 se publica en la web www.concursal.es  la entrada en concurso de acreedores de diferentes empresas Ralons.

## Empresas del grupo
- PowerSic: instalación y mantenimiento de alarmas, y servicios de videovigilancia.
- Ralons Servicios: limpieza, auxiliares y servicios logísticos.
- Ralons Lavandería: lavandería.
- Ralons Medio ambiente: gestión de parques y jardines.
- Ralons Salud: gestión de centros hospitalarios y asistencia a domicilio.
- Ralons Schools: gestión de escuelas infantiles.
- Ralons Sport: gestión de centros deportivos.
- Ralons Centro de Formación.
- Promo Ralons: gestión inmobiliaria.
- Fundación Canaria Ralons: responsabilidad social corporativa mediante protección de menores, formación, y patrocinio y mecenazgo.
- Ralons América: servicios de auxiliares, limpieza y seguridad.